# Jacob Spoors
Jacob Spoors, né le 14 septembre 1751 à Hazerswoude (Hollande) et mort le 3 avril 1833 à La Haye, est un homme politique néerlandais, ministre de la Marine et membre de la Régence d'État, l'organe exécutif de la République batave, de 1801 à 1804.

## Biographie
Diplômé en droit de l'université de Leyde, Jacob Spoors devient avocat en 1777 dans cette ville. Il fait partie des patriotes qui se sont soulevés avec le soutien des troupes françaises en janvier 1795 pour proclamer la République batave. Le 26 janvier, il entre à l'assemblée provisoire de Hollande et au comité de vigilance. Le 13 octobre 1795, il intègre le comité de gestion des colonies néerlandaises en Amérique et en Guinée, chargé de gérer ces colonies depuis la dissolution de la compagnie néerlandaise des Indes occidentales.
Le 19 février 1798, Jacob Spoors est nommé ministre de la Marine par le nouveau directoire batave formé par Pieter Vreede après son coup d'État le 22 janvier. Le 12 juin, un nouveau coup d'État chasse Vreede et les unitaristes du pouvoir. Spoors devient directeur provisoire jusqu'au 14 août 1798 tout en conservant son portefeuille. Opposé à la présence des Français sur le territoire batave, il s'oppose fréquemment avec leurs représentants, notamment l'ambassadeur Sémonville et le général Augereau. Pourtant, favorable à une évolution constitutionnelle proposée par les Français au cours de l'année 1801, Spoors se rapproche d'eux et signe le 29 août 1801 avec Augereau une convention autorisant le maintien de 10 500 soldats français jusqu'à la paix. 
Le 16 octobre 1801, Spoors est nommé à la Régence d'État, où siège à la section de la Marine avec Augustijn Besier et Willem Queysen. Il en assure la présidence du 1er février au 30 avril 1803. De plus en plus opposés au maintien de la présence française sur le sol néerlandais malgré la paix d'Amiens, Besier, Spoors, Gockinga et Bijleveld signent un décret le 29 novembre 1804 interdisant aux troupes bataves d'obéir aux ordres du général Marmont. Ce décret provoque la colère de Napoléon qui obtient le renvoi du gouvernement des quatre signataires le 17 décembre. Il ne joue plus dès lors aucun rôle politique.